# Rugea
Rugea – wieś w Rumunii, w okręgu Bihor, w gminie Boianu Mare. W 2011 roku liczyła 4
mieszkańców.